# 古拉瓦杜盧伊鄉
45°03′N 26°28′E / 45.050°N 26.467°E
古拉瓦杜盧伊鄉（羅馬尼亞語：Comuna Gura Vadului, Prahova），是羅馬尼亞的鄉份，位於該國中南部，由普拉霍瓦縣負責管轄，面積33平方公里，海拔高度218米，2007年人口2,469，人口密度每平方公里75人。